# Mlazna struja
Mlazne struje su brzotekuće, uske, vijugave struje vazduha u atmosferi nekih planeta, uključujući Zemlju. Na Zemlji su glavni mlazni tokovi locirani blizu nadmorske visine tropopauze i sastoje se od zapadnih vetrova (koji duvaju sa zapada na istok). Njihove putanje obično imaju krivudav oblik. Mlazni tokovi mogu biti pokrenuti, zaustavljeni, podeljeni na dva ili više delova, kombinovani u jedan tok ili teći u različitim smerovima, uključujući i suprotno od smera ostatka mlaza.
Najjači mlazni tokovi su polarne struje, na visini od 9—12 km (30.000—39.000 ft), i na većoj nadmorskoj visini i nešto slabije suptropske struje na 10—16 km (33.000—52.000 ft). Severna i Južna hemisfera imaju polarnu struju i suptropsku struju. Polarni mlaz severne hemisfere teče preko srednjih do severnih geografskih širina Severne Amerike, Evrope i Azije i okeana smeštenih između njih, dok polarni mlaz južne hemisfere uglavnom kruži Antarktikom tokom cele godine. Srednje latitudni mlaz južne hemisfere je relativno uzak pojas jakih vetrova koji se protežu od Zemljine površine do vrha troposfere na oko 12 km, pri čimu se stalno povećava snaga sa porastom visine.
Mlazni tokovi su proizvod dva faktora: atmosferskog zagrevanja sunčevim zračenjem koje proizvode polarne, Ferelove i Hadlijeve ćelije cirkulacije velikih razera, i dejstava Koriolisove sile koja se manifestuju na tim pokretnim masama. Koriolisova sila je uzrokovana  rotacijom planete oko njene ose. Na drugim planetama unutrašnja toplota, a ne solarno zagrevanje, pokreće njihove mlazne tokove. Polarni mlazni tok formira se blizu interfejsa polarnih i Ferelovih ćelija cirkulacije; subtropski mlaz formira se u blizini granice Ferelovih i  Hadlijevih ćelija cirkulacije.

## Otkriće
Nakon erupcije vulkana Krakatoa 1883. godine, posmatrači vremenskih prilika su pratili i mapirali efekte na nebu tokom nekoliko godina. Oni su fenomen nazvali „ekvatorijalni tok dima”. U 1920-im, japanski meteorolog, Vasaburo Oiši, otkrio je mlazni tok sa mesta u blizini planine Fudži. On je pratio je pilotske balone, poznate i kao pibali (baloni koji se koriste za određivanje vetra gornjeg nivoa), dok su se dizali u atmosferu. Oišijev rad je u velikoj meri prošao nezapaženo izvan Japana, jer je objavljen na esperantu. Američkom pilotu Vajliju Postu, prvom čoveku koji je solo obleteo oko sveta 1933. godine, često se pridaju zasluge za otkrivanje mlaznih struja. Post je izumeo kombinezon pod pritiskom koji mu je omogućio da leti iznad 6.200 m (20.300 ft). Godinu pre njegove smrti, Post je nekoliko puta pokušao da izvrši visinski transkontinentalni let, i primetio je da je ponekad njegova zemaljska brzina uveliko premašivala njegovu vazdušnu brzinu. Smatra se da je nemački meteorolog Hajnrih Seilkopf formulisao poseban izraz Strahlströmung (doslovno „mlazna struja”) za taj fenomen 1939. godine. Mnogi izvori pripisuju stvarno razumevanje prirode mlaznih struja regularnim i ponavljanim putovanjima tokom Drugog svetskog rata. Letači je konzistentno primećivali vetrove sa zapada od preko 160 km/h (100 mph) tokom letova, na primer, od SAD do Velike Britanije. Slično tome, 1944. godine tim američkih meteorologa u Gvamu, uključujući Rida Brajsona, imao je dovoljno prikupljenih zapažanja da prognozira veoma jake zapadne vetrove koji će usporiti bombardere koji idu prema Japanu.

## Opis
Polarni mlazni tokovi se obično nalaze blizu nivoa pritiska od 250 hPa (oko 1/4 atmosfere), ili od sedam do 12 km (23.000 do 39.000 ft) nadmorske visine, dok su slabiji subtropski mlazni tokovi mnogo viši, između 10 i 16 km (33.000 i 52.000 ft). Mlazne struje dramatično bočno lutaju i imaju velike promene u visini. Mlazne struje se formiraju u blizini raskida u tropopauzi, na prelazima između polarnih, Ferelovih i Hadlijevih ćelija cirkulacija, a čija cirkulacija, Koriolisovom silom koja deluje na te mase, pokreće mlazne tokove. Polarni mlazovi su na nižoj nadmorskoj visini i često upadaju u srednje širine, pri čemu snažno utiču na vremenske prilike i vazduhoplovstvo. Polarni mlazni tok se najčešće nalazi između latituda 30° i 60° (bliže 60°), dok su subtropski mlazni tokovi smešteni blizu širine od 30°. Ova dva seta mlazeva se spajaju na nekim lokacijama i vremenima, dok su u drugim vremenima dobro razdvojena. Kaže se da severni polarni mlazni tok „sledi sunce” dok polako migrira prema severu kako se hemisfera zagreva, a ponovo ide na jug dok se hladi.
Širina mlaznog toka je obično nekoliko stotina kilometara ili milja, a vertikalna debljina je često manja od five kilometres (16.000 feet).
Mlazne struje su tipično neprekidne na dužim rastojanjima, mada su prekidi uobičajeni. Putanja mlaznice obično ima kvivudav oblik, a te kvivulje se šire na istok, nižim brzinama od brzine stvarnog vetra u toku. Svaki veliki meander ili talas unutar mlaznog toka poznat je kao Rosbijev talas (planetarni talas). Rosbijevi talasi su uzrokovani promenama Koriolisovog efekta sa geografskom širinom. Kratkotalasna korita, su talasi manjeg obima nadkrivaju Rosbijeve talase, sa razmerama od 1.000 do 4.000 km (600-22.500 milja) u dužini, koji se kreću duž obrasca protoka oko velikih razmera ili dugotalasnih „grebena” i „korita” unutar Rosbijevih talasa. Mlazni tokovi se mogu razdeliti na dva segmenta kada naiđu na podnožje gornjeg nivoa, čime se deo mlaznog toka preusmerava ispod njegovog dna, dok se ostatak mlaza kreće ka severu.
Brzine vetra su najveća tamo gde su temperaturne razlike između vazdušnih masa najveće, i često premašuju 92 km/h (50 kn; 57 mph). Izmerene su brzine od 400 km/h (220 kn; 250 mph).
Mlazni tok kreće se sa zapada na istok donoseći promene vremenskih prilika. Metereolozi sada razumiju da put mlaznih tokova utiče na ciklonske olujne sisteme na nižim nivoima u atmosferi, te je znanje o njihovom toku postalo važan deo formulisanja vremenskih prognoza. Na primer, 2007. i 2012. godine Britanija je doživela jake poplave kao rezultat polarnog mlaza koji je tokom leta ostao na jugu.